# Ochropleura spinosa
Ochropleura spinosa är en fjärilsart som beskrevs av Fletcher 1961. Ochropleura spinosa ingår i släktet Ochropleura och familjen nattflyn. Inga underarter finns listade i Catalogue of Life.